# Gustav Jensen
Gustav Margerth Jensen, född den 13 juli 1845 i Drammen, död den 2 november 1922, var en norsk präst, bror till Olaf Scheveland Jensen.
Jensen var lärare vid praktisk-teologiska seminariet i Oslo och stiftsprost i Kristiania 1902-11. Förutom ett omfattande teologiskt författarskap tog Jensen del i praktiska kyrkofrågor.
Jensen framlade 1915 Forslag till en reviders salmebok, som en revidering av Magnus Brostrup Landstads salmebok, vilken efter ytterligare revision auktioriserades för gudstjänstbruk 1920.

## Psalmer
- Det skall ej ske med mänsklig makt
- Gud sin egen Son oss gav
- Löst från gamla träldomsband Finns på Wikisource.